# Bachiga樹
Bachiga（日文：バチガ），是台灣排灣族斯庫斯庫斯社（Sukusukusu）傳說中位於月亮上的一棵樹，永遠不會被砍倒。

## 傳說
Bachiga樹位於月亮上，樹上長年住著兩隻猴子，另外有一個叫做Sarimudu（日文：サリムヅ）的人為了殺死那兩隻猴子，每天都拿著斧頭在砍Bachiga樹，卻始終無法將它砍倒讓猴子摔下來，到後來那兩隻猴子都另外生出了後代。